# Yutong
Yutong (officielt Zhengzhou Yutong Group Co., Ltd.) er en kinesisk producent af busser med hovedkvarter i Zhengzhou, Henan. Yutong driver også virksomhed indenfor entreprenørmaskiner, fast ejendom og diverse investeringer. I 2016 var det verdens største producent af busser på antal solgte busser.
Zhengzhou Bus Repair Factory blev etableret i 1963. I 1993 blev Zhengzhou Yutong Bus Co., Ltd. etableret og de solgte 708 busser det første år.